# Biserica „Sfinții Împărați Constantin și Elena” din Căușeni
Biserica „Sf. Împărați Constantin și Elena” este o biserică amplasată în Căușeni, Republica Moldova. Este un monument arhitectural de importanță națională inclus în Registrul monumentelor Republicii Moldova ocrotite de stat cu nr. 124 (raionul Căușeni). Datează din 1829.